# Müggelturm
Der Müggelturm ist ein bekanntes Ausflugsziel im Südosten Berlins im Ortsteil Köpenick. Er steht südlich des Müggelsees in den Müggelbergen auf dem Kleinen Müggelberg in einer Höhe von 88,3 m ü. NHN. Wenn vom Müggelturm gesprochen wird, ist meistens der 1961 als Ersatz für den 1958 abgebrannten hölzernen Vorgängerbau errichtete Turm gemeint.

## Erreichbarkeit
Das Müggelturm-Areal kann von der nicht mehr existierenden Ausflugsgaststätte Marienlust im Süden an der Dahme über einen Weg mit Sichtachse und anschließender Treppe und vom Teufelssee im Nordosten über eine zweite Treppe erreicht werden. Vom Müggelheimer Damm führt die Straße zum Müggelturm zum Turmfuß hinauf, die für den individuellen Autoverkehr nur bis zu einem Parkplatz ein paar hundert Meter vor dem Plateau zugelassen ist. Eine Anfahrt mit öffentlichen Verkehrsmitteln (Bus 169 der BVG) ist möglich, bedingt jedoch einen Fußweg durch den Wald von mehr als einem Kilometer zwischen Haltestelle und Turm. Auf dem Plateau darf laut Besitzer auf einem ausgewiesenen Auto-Parkplatz geparkt werden.

## Der alte Müggelturm

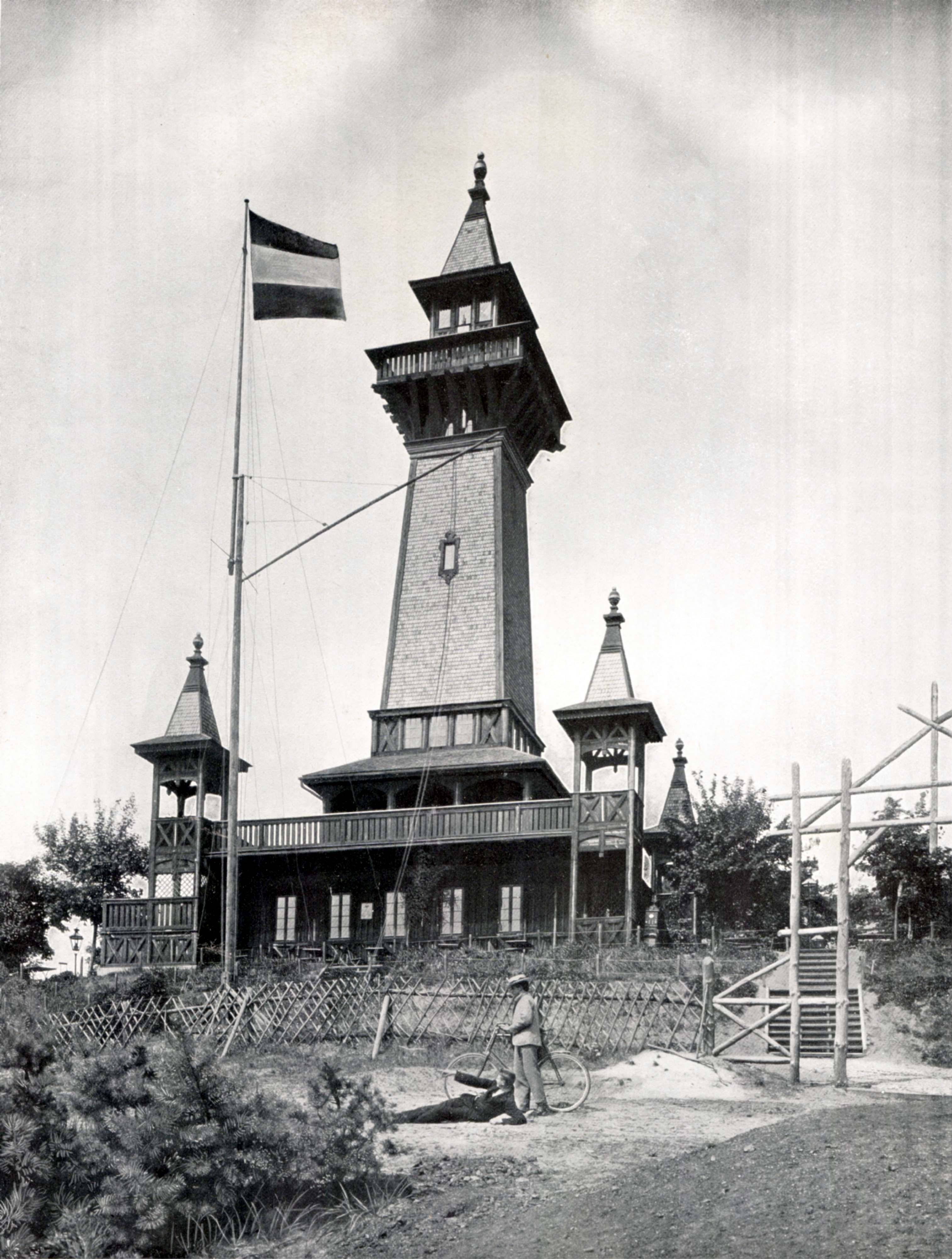
Der historische Turm,
um 1900

Carl Spindler, der Eigentümer der Köpenicker Wäscherei und Färberei W. Spindler, nach der Spindlersfeld seinen Namen hat, ließ um 1880 auf dem kleinen Müggelberg einen zehn Meter hohen hölzernen Aussichtsturm errichten, der als Spindlerturm bezeichnet wurde. Wegen der geringen Größe konnten Besucher nicht in die Ferne schauen und es kamen nur wenige Interessenten. 1889 ließ Spindler den Turm von dem deutschen Architekten Max Jacob für 40.000 Mark im chinesischen Pagodenstil erweitern. Der Turm mit einer Höhe von 27 Metern wurde am 6. April 1890 (Ostersonntag) eröffnet. Der quadratische Grundriss mit konischer Form hatte am Boden Abmessungen von 5 Meter × 5 Meter, oberhalb des Restaurants war er 4,20 Meter breit und an der Aussichtsplattform noch 2,80 Meter. Er bestand wie der Spindlerturm ebenfalls aus Holz und war mit Schindeln bedeckt. Der erste Gastwirt war Carl Streichhan. Der vergrößerte Turm mit seinem Restaurant entwickelte sich schnell zu einem beliebten Ausflugsziel. Von der Aussichtsplattform hatten die Besucher einen Panoramablick bis zu 50 Kilometer Entfernung über die Wald- und Seenlandschaft der Region bis hin zur Stadtsilhouette von Alt-Berlin. Bereits im Eröffnungsjahr 1890 wurden ca. 52.000 Besucher gezählt.
Noch ohne Turm bot sich Theodor Fontane um 1880 von der Höhe der Müggelberge folgendes Bild:

„Auf Quadratmeilen hin nur Wasser und Wald. Nichts, was an die Hand der Kultur erinnerte. Nicht Weg, nicht Steg und keine andere Fahrstraße sichtbar, als das verwirrende Flußnetz, das sich durch die scheinbar endlosen Forstreviere zieht. Kein Hüttenrauch steigt auf, keine Herde weidet an den Ufern entlang, und nur eine Fischmöwe schwebt satt und langsam über dem Müggelsee.“

Im Jahr 1924 erwarb der Baumeister Walter Wichelhaus den Turm und nahm in den folgenden Jahren bauliche Veränderungen auf dem Kleinen Müggelberg vor. Er ließ einige Gebäude errichten, die ein neues Restaurant, eine Küche und eine Wohnung für seine Familie beinhalteten. Bei den Ausschachtungsarbeiten für die neuen Nebengebäude stießen die Arbeiter auf vorgeschichtliche Funde, die 1926 auf einer neuen Terrassenanlage und im angrenzenden Saal mit dem Titel Geschichte des Müggellandes und der Müggelberge öffentlich präsentiert wurden. Die Sammlung, in Zusammenarbeit mit dem Märkischen Museum geordnet, zeigte den Besuchern allgemein etwas über die Kultur der Menschen der Stein-, Bronze- und Eisenzeit sowie über die Sprewanen, einem wendischen Stamm, der in der Dahme-Spree-Gegend lebte. Ein bekanntes Exponat der Ausstellung war ein Backenzahn eines Mammuts. Ein weiterer Teil der Ausstellung bewies, dass früher auf dem Kleinen Müggelberg eine große Halle stand, die wahrscheinlich den Sprewanen als Kultstätte diente.
Im Jahr 1928 ließ Wichelhaus die beiden Treppen zum Kleinen Müggelberg hinauf anlegen. Die nordöstliche Treppe vom Teufelssee zählt 111 Stufen, die südliche 374 Stufen. Beide Treppen wurden im Jahr 1953 erneuert.
Die Ausstellungsstücke des Museums wurden 1942 wegen der Kriegsereignisse in die Gaststätte Schmetterlingshorst ausgelagert. Dort waren sie zusammen mit der weltberühmten Faltersammlung des Gaststättenbesitzers Bittner zu betrachten. Beide Sammlungen gingen in den folgenden Kriegsjahren bei einem alliierten Bombenangriff verloren.
Im Jahr 1945, als sich die Rote Armee Berlin näherte, erklärten die Nationalsozialisten den Turm zum militärischen Objekt und nutzten ihn als Funkturm zum Zwecke der Nachrichtenübermittlung sowie für die Artillerie als Beobachtungsposten. Wie auch die benachbarte Bismarckwarte auf dem großen Müggelberg sollte der Müggelturm im April 1945 von deutschen Truppen vor der Ankunft der anrückenden Sowjetarmee gesprengt werden. Der Turm-Gastwirt Walter Wichelhaus verhinderte die Sprengung, indem er die Leitungsdrähte der Sprengladung zerschnitt.
Nach dem Krieg wurde wieder eine Gaststätte für Besucher eingerichtet und 1953 übernahm die HO Köpenick den Betrieb des Müggelturmareals. Im Januar 1957 wurde der hölzerne Müggelturm wegen Baufälligkeit gesperrt und im Februar 1957 beschloss der Berliner Magistrat, dem Turm durch ein neues Fundament und den Einbau einer Stahlfachwerkkonstruktion neue Stabilität zu verleihen. Im Rahmen der Arbeiten sollte auch das Restaurant erweitert werden. Am Nachmittag des 19. Mai 1958 brannte der Turm durch ein Feuer vollständig ab, das vermutlich durch  Schweißarbeiten während der Renovierung ausgelöst worden war. Somit musste ein völlig neuer Turm an dieser Stelle geplant werden.

## Turmneubau 1960/1961

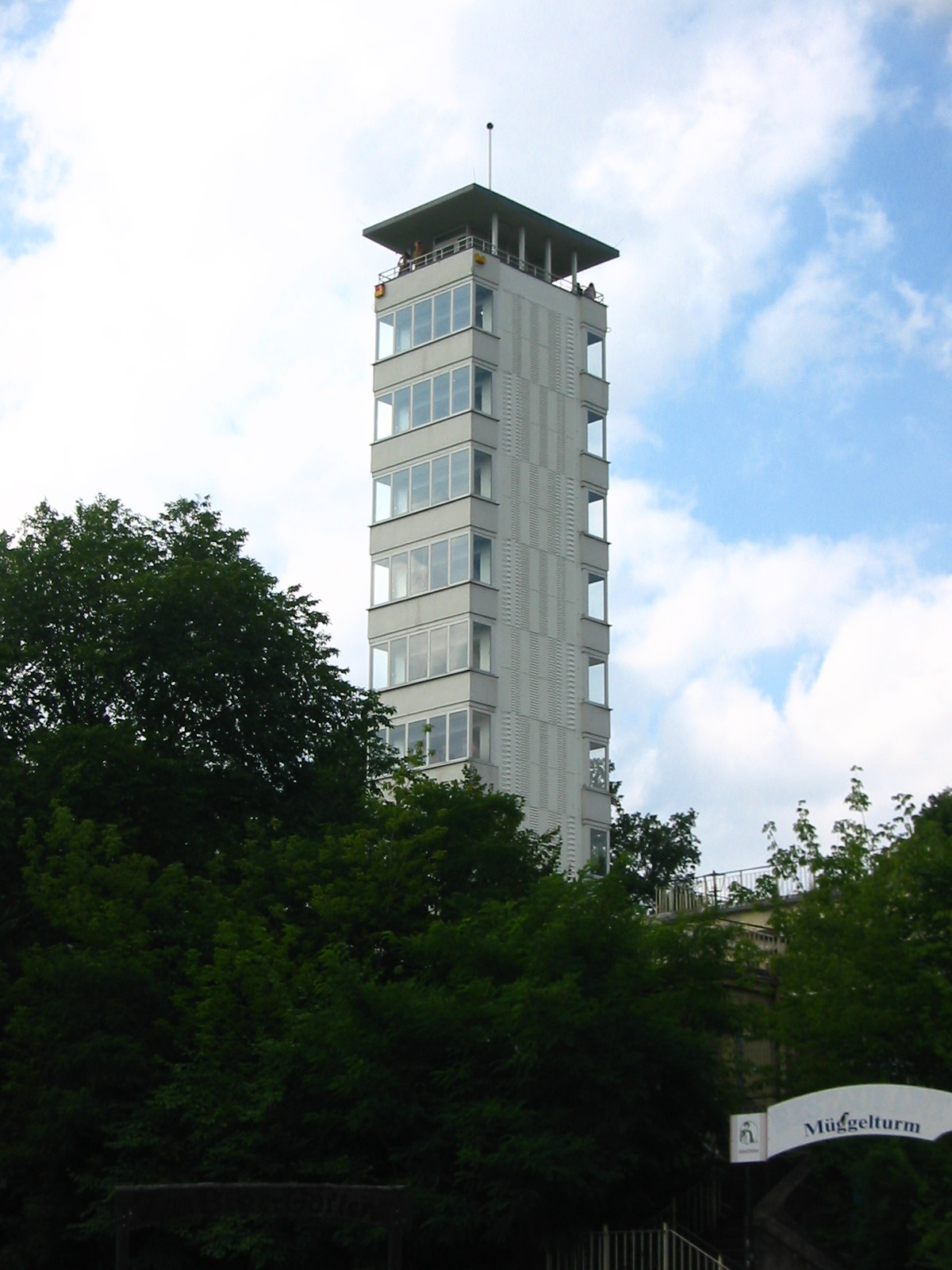
Ansicht von Südosten

Noch im gleichen Jahr initiierte die Berliner Zeitung einen Architekturwettbewerb für einen Neubau, bei dem 32 Entwürfe eingingen. Die Entwürfe wurden im August 1958 im Köpenicker Rathaus und einen Monat später im Berliner-Zeitung-Pavillon am Bahnhof Friedrichstraße für die Berliner Bevölkerung ausgestellt. Die Meinungen der Besucher zu den Entwürfen, die diese in ein ausliegendes Buch schreiben konnten, bestätigten die Auswahl des Wettbewerbskomitees. Der Entwurf eines Studentenkollektivs der Kunsthochschule Berlin-Weißensee unter Regie von Jörg Streitparth, Siegfried Wagner und Klaus Weißhaupt ging als Sieger aus dem Wettbewerb hervor und wurde in einer überarbeiteten Fassung gebaut. Ursprünglich sollte der Turm einen ovalen Grundriss haben, was aber aus ökonomischen sowie aus bautechnischen Gründen auf die heutige rechteckige Form geändert werden musste.
Am 6. Oktober 1959 erfolgte die Grundsteinlegung, am 20. August 1960 das Richtfest. Die Eröffnung fand am 31. Dezember 1961 in der Silvesternacht statt. Die Realisierung des neuen Müggelturms wurde durch das Engagement und die Spendenbereitschaft der Bevölkerung erheblich unterstützt. Im Rahmen des Nationalen Aufbauwerkes spendete die Bevölkerung 130.000 Mark und leistete 3700 freiwillige Arbeitsstunden.
Der 29,61 Meter hohe, in Stahlbetonskelettbauweise errichtete Turm hat neun Geschosse mit Panoramafenstern und einer Plattform, die über eine Treppe mit 126 Stufen erreichbar ist. Zum ebenerdigen daneben errichteten Gastronomiebereich gehörten ein Restaurant, eine Weinstube und Sonnenterrassen. Das Restaurant Müggelturm wurde von der HO bewirtschaftet.
Auch der neue Turm entwickelte sich schnell zum Anziehungspunkt für die Berliner und ihre Gäste. Jährlich kamen durchschnittlich 240.000 Besucher. Besonders zu Feiertagen wie Pfingsten herrschte dichtes Gedränge im Turm und im Gastronomiebereich.
Der Architektenentwurf des Turmes mit seinen Nebengebäuden orientiert sich an der Formensprache der Moderne und negiert damit bewusst die eklektizistische Haltung seines Vorgängerbaus. Der Müggelturm mit seinen angrenzenden Gebäuden stellt ein sehr frühes Beispiel moderner Architektur in der bis dahin stark vom Stil des sozialistischen Klassizismus geprägten Nachkriegsarchitektur in der DDR dar.
In einem Blumenfenster des Gastraums befand sich der historisch für die preußische und Berliner Geodäsie wichtige Trigonometrische Punkt 1. Ordnung Müggelberg, markiert auf einem Stein. Er war der Fundamentalpunkt des Soldner-Koordinatensystems 18 des Preußischen Liegenschaftskatasters, seit 1879 Basis der großmaßstäbigen Berliner Landeskartenwerke. Der Punkt ist definiert in seinem Ursprung mit einem fiktiven Rechtswert von 40.000,00 Metern und einem Hochwert von 10.000,00 Metern, damit im Gebrauchsgebiet keine negativen Koordinatenwerte auftreten. Der Stein erinnerte auch an den in Müggelheim geborenen Johann Jacob Baeyer (1794–1885). Baeyer gilt als Begründer der einheitlichen europäischen Gradmessung. Er nutzte den Höhenzug der Müggelberge neben Vermessungen der Stadt Berlin auch für Höhenmessungen der näheren Umgebung: Unter anderem bestimmte er die Höhe der Köpenicker St.-Laurentius-Stadtkirche und der Gosener Berge. Da der Stein sowie seine spezielle Lage als amtlicher Vermessungspunkt geschützt ist, darf er bei Umbauarbeiten nicht ohne Zustimmung der Berliner Senatsverwaltung für Stadtentwicklung und Umwelt bewegt werden.

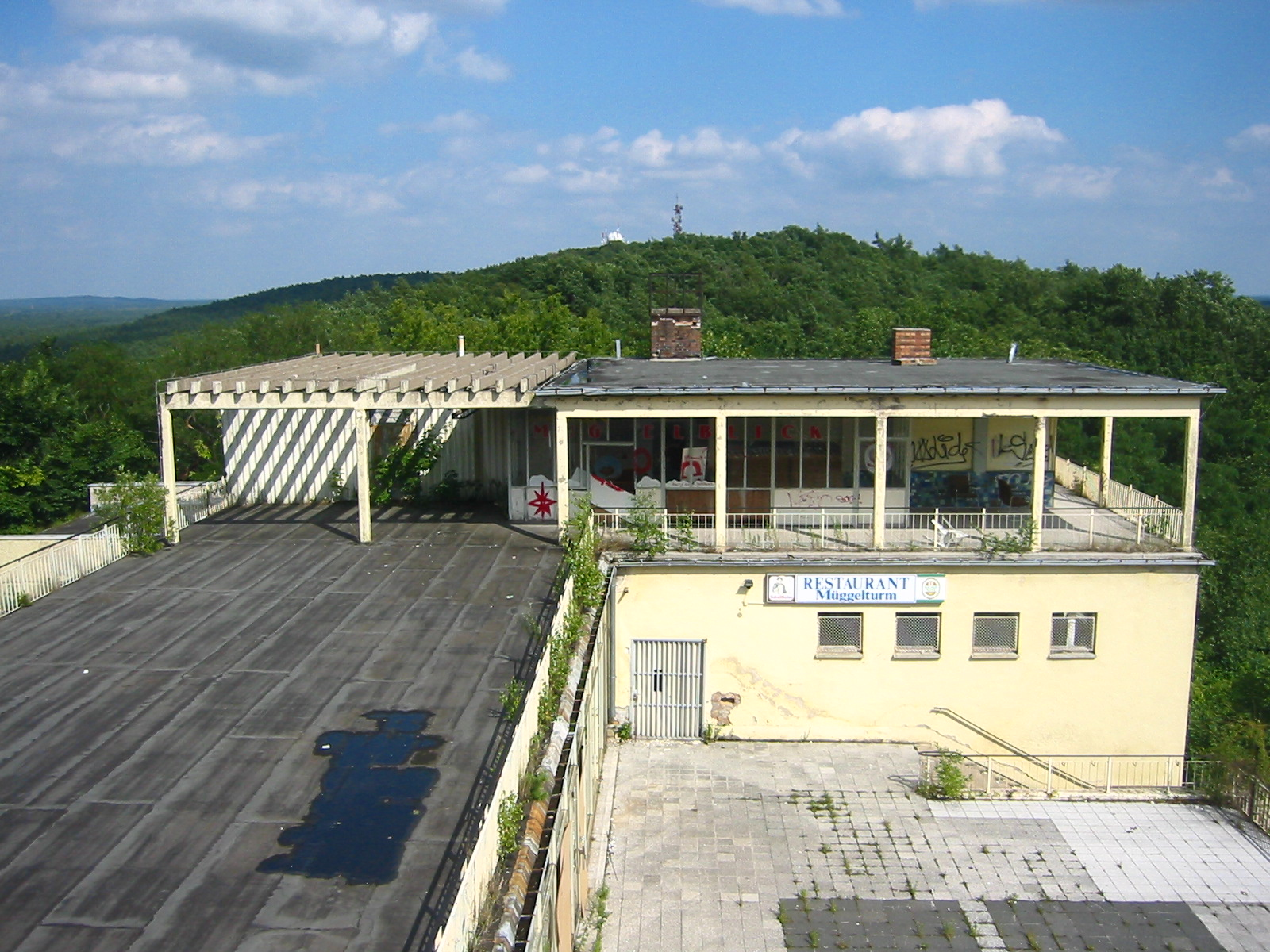
Verfallender Gastronomiebereich mit der ehemaligen Sonnenterrasse, 2005

Mangelnde Wartung führte in den 1990er Jahren zu dringendem Sanierungsbedarf. 1996 wurde zwar der Turm mit EU-Fördermitteln (Programm Gemeinschaftsausgaben) für eine Million Mark grundlegend instand gesetzt, aber der Gastronomiebereich blieb durch Feuchtigkeitseinbruch dringend sanierungsbedürftig. Der Zustand des Turms hat sich seit der Sanierung jedoch wieder verschlechtert, so bilden sich auf den Stufen zur Aussichtsplattform kleinere Pfützen durch eingedrungene Baufeuchte. Auch die einst installierten Münzfernrohre sind auf der Aussichtsetage nicht mehr vorhanden.
Der Turm ist zwischen 10 und 17 Uhr im Winter bzw. zwischen 10 und 18 Uhr im Sommer geöffnet. Er ist nicht barrierefrei, der Zugang ist kostenpflichtig.

## Entwicklung seit 1990 und Nutzungskonzepte

### Erster Privatisierungsversuch fehlgeschlagen
Im Jahr 1991 verkaufte die Treuhandanstalt das Gelände an die bcb GmbH, die verschiedene Nutzungsideen entwickelte. Trotz des Verkaufs blieben die Eigentumsverhältnisse unklar. Das führte dazu, dass ein 1994 von der eigens gegründeten Müggelturm-Tourismus & Service GmbH vorgelegtes Konzept keinen Anklang bei Investoren fand. Nichts wurde in Angriff genommen.
Das Land Berlin erwarb 1995 die komplette Immobilie. Die Verwaltung der Bauten und des Geländes befand sich bis 2001 in der Hand des Bezirks Köpenick, seitdem kümmert sich der landeseigene Liegenschaftsfonds Berlin um die Immobilie. Seit Mai 1995 steht der 1959 entstandene Gebäudekomplex aus Müggelturm und Gastronomiebereich unter Denkmalschutz. Das Berliner Landesdenkmalamt schrieb dazu: „Der Müggelturm ist eine populäre und weithin sichtbare Landmarke in den Müggelbergen. Er ist ein bekannter Akzent in einem unverwechselbaren Berliner Landschaftsbild.“

### Zweiter Privatisierungsversuch zur Umnutzung als Hotel
Ein 1996 vom langjährigen Müggelturmpächter Wolfgang Gerber und dem Köpenicker Architekten Ulrich Peickert vorgelegter Entwurf für den Bau eines Hotels fand keine Akzeptanz, da er dem Flächennutzungsplan widersprach. Obwohl daraufhin im Jahr 2000 der Flächennutzungsplan geändert wurde, kam es nicht zu einer Einigung mit den Investoren. Den 2002 eingereichten Vorschlag eines Berliner Finanzkaufmanns, für 25 Millionen Euro eine Burganlage mit Hotel mit dem Turm im Mittelpunkt zu errichten, lehnte der Berliner Senat ab, da er zu „massiv“ sei.
Eine erste Ausschreibung des Liegenschaftsfonds Berlin lief von März bis Juni 2003, brachte jedoch keine tragfähigen Angebote von Investoren. Im Vorfeld der 2003er Ausschreibung beteiligten sich 25 angehende Architekten der BTU Cottbus im Rahmen ihrer Diplomarbeiten mit Entwürfen, die die Investoren als Inspiration nutzen konnten. Als Konsequenz aus der gescheiterten Ausschreibung wurden die Bedingungen modifiziert und damit investorenfreundlicher gestaltet, da „die vom Land Berlin erwarteten Planungsanforderungen und die Vorgaben zu den wirtschaftlichen Rahmenbedingungen die Vermarktung erheblich erschweren“ würden. Unter anderem wäre es damit möglich, den Gastronomiebereich abreißen und neu bauen zu lassen. Eine zweite Ausschreibung startete im März 2004, die eigentlich nur bis August 2004 laufen sollte, aber aufgrund fehlender Teilnahme bis Ende 2004 verlängert wurde.
Aus dieser zweiten Ausschreibung erhielt im Januar 2005 die PM Gewerbe- und Verwaltungs GmbH vom Steuerausschuss des Liegenschaftsfonds Berlin den Zuschlag für ihr Angebot zum Müggelturm-Areal. Die Pläne sahen ein Hotel mit 100 Betten, ein Restaurant, einen Biergarten, drei Kegelbahnen sowie eine Sommertheater-Bühne auf dem 6143 m² großen Areal vor. Pläne zum Turm wurden nicht detailliert veröffentlicht. Die Baukosten wurden auf zehn bis elf Millionen Euro geschätzt. Zuvor hätte allerdings noch die komplette Wasser-, Strom- und Gasversorgung überprüft und erneuert werden müssen – die Mittel dafür wären von der EU bereitgestellt worden. An den Plänen waren auch wieder der Müggelturmpächter Wolfgang Gerber und der Köpenicker Architekt Ulrich Peickert beteiligt.
Am 29. Dezember 2005 erklärte der Chef des Berliner Liegenschaftsfonds, Holger Lippmann, dass die PM Gewerbe- und Verwaltungs GmbH kein Interesse mehr an dem Grundstück habe und die bis 31. Dezember 2005 bestehende Kaufoption nicht wahrnehmen werde.

### Dritter Privatisierungsversuch wieder fehlgeschlagen
Im Dezember 2007 erwarb der Krefelder Investor und Disko-Betreiber Marc Förste das Grundstück für 25.000 Euro. Der Kaufvertrag war an die Bedingung geknüpft, dass Förste binnen drei Jahren einen Bauantrag vorlegt, ansonsten fiele das Grundstück zurück an das Land Berlin. Die von Marc Förste Ende 2010 eingereichten Unterlagen erwiesen sich jedoch als unvollständig und waren nicht genehmigungsfähig. Außerdem hätten Sanierungsarbeiten zum Erhalt des Gebäudekomplexes begonnen werden müssen. Am 23. Juni 2011 empfahl die Bezirksverordnetenversammlung Treptow-Köpenick dem Bezirk einstimmig die Rückabwicklung des bisherigen Kaufvertrags und eine Neuvergabe des Müggelturmareals. Bei einem Treffen zwischen Investor und Liegenschaftsfonds legte dieser jedoch einen neuen Bauantrag vor und bekräftigte, an dem Bauvorhaben festhalten zu wollen. Der Liegenschaftsfonds verzichtete daraufhin vorerst auf eine Rückabwicklung des Grundstückskaufs. Ein bearbeitungsfähiger Bauantrag kam trotzdem nicht zustande. Deshalb erklärte Ende Oktober 2011 der Liegenschaftsfonds Berlin formell den Rücktritt vom Kaufvertrag mit Marc Förste.
Zudem veröffentlichte die Presse bei der 50-Jahr-Feier des Turmes am 25. September 2011, dass ein neuer Investor Interesse an dem Gelände zeige. Am 28. Januar 2012 wurde schließlich veröffentlicht, dass der Köpenicker Immobilien- und Projektentwickler Matthias Große einen Kaufvertrag mit dem Liegenschaftsfonds unterzeichnet habe – unter dem Vorbehalt der Rückabwicklung des mit Marc Förste geschlossenen Vertrages. Zu diesem Zweck hatte der Liegenschaftsfonds Berlin Klage eingereicht. Marc Förste erklärte hingegen, Grund für die Verzögerungen seien die strengen Auflagen der Stadt sowie das Mitspracherecht verschiedener Interessengruppen gewesen.

### Wiederbelebung als Aussichts- und Veranstaltungsort
Anfang Februar 2014 konnte die Akte Förste geschlossen werden. Wie der Liegenschaftsfonds bekanntgab, hatte Förste nach einem verlorenen Prozess die von ihm eingetragene Grundschuld löschen lassen, wodurch das Land Berlin wieder Eigentümer wurde. Damit war der Weg frei für den bereits 2012 mit Matthias Große, Lebenspartner der Eisschnellläuferin Claudia Pechstein, unterzeichneten Vorvertrag. Er ist seit Mai 2014 der bestätigte Eigentümer der Immobilie.
Der neue Investor, der bereits einige Bauaktivitäten in Berlin durchgeführt hatte, präsentierte bei einer Party am 1. Mai 2014 seine Pläne. Das Hauptziel formulierte er so: „Es ist höchste Zeit, dass etwas geschieht, ehe alles zusammenfällt. […] Wir sind im Gespräch mit Firmen, die bei der Sanierung der acht Etagen [des Turmes] helfen und dafür dort werben dürfen.“ Mit mehreren Millionen Euro sollen neben der Turmrenovierung ein deutsch-italienisches Restaurant, ein Imbiss mit Currywurst- und Broilerverkauf, eine Sonnenterrasse mit Pool sowie Räume für größere Feste entstehen. Große plant auch regelmäßige Kulturveranstaltungen auf dem Müggelturmgelände. Termine sollen jeweils kurzfristig bekannt gegeben werden.
Ende Juli 2014 fand auf dem Müggelturm-Gelände ein Benefiz-Konzert der Gruppe Bell, Book & Candle statt, dessen Erlös komplett der Sanierung des Köpenicker Wahrzeichens zugutekam. Der Investor reichte im Jahr 2015 den Bauantrag beim Bezirksamt ein, die Genehmigung dauerte aber etwas länger, weil Große noch die öffentliche Fläche auf der Kuppe hinzuerwerben wollte, die zu einem barrierefreien Zugang umgestaltet werden soll. Außerdem fehlte zu dieser Zeit der Prüfbericht zum Brandschutz. Bei Vorliegen der Genehmigung sollte dann alles innerhalb eines Jahres fertig beginnen. Alle Genehmigungen lagen Ende 2015 vor und die Erneuerung konnte starten. Im Frühjahr 2017 öffnete die Baude am Fuß des Turmes. Hier können nun Besucher wieder einen kleinen Imbiss, Kaffee und Kuchen oder Speiseeis erhalten. In den folgenden Monaten begann der Bau einer größeren Gaststätte, in dessen Räumen auch Konzerte vorgesehen sind. Auf der Terrasse plant Große zusätzlich ein Freiluftkino.
Anfang April 2021 wurde auf dem Areal um den Turm ein – inzwischen wieder abgegebautes – COVID-19-Testzentrum eröffnet.
Zum 1. November 2013 ließ die Bezirksverwaltung Treptow-Köpenick die beiden Zugangstreppen zum Turm sperren, weil „kein Personal für den Winterdienst“ vorhanden ist. Die Sperrung jeweils in der Wintersaison findet seitdem jedes Jahr statt und gilt bis zum 30. April des Folgejahres.

### Eingeschränkte Nutzung des Turmes soll geändert werden
Die obere Plattform ist nur über die 126 Stufen (auf fast 30 Meter Höhe über dem Erdboden) im Inneren des Turmes zu erreichen. Große hatte bereits mit seinem letzten Bauantrag vorgesehen, einen von außen angelehnten Fahrstuhl am Turmkörper installieren zu dürfen. Das hatte das Denkmalamt abgelehnt. Im Frühjahr 2019 kam die überraschende Idee hinzu, unmittelbar neben dem vorhandenen Turmbau einen baugleichen und außen identischen Turm zu errichten. Dieser solle im Inneren mit einem Fahrstuhl ausgerüstet werden, auf dem Niveau der Aussichtsetage sollen beide Turmkörper mittels eines Übergangs verbunden werden. Das biete einen freien Zugang für alle und würde auch die Anzahl der Besucher auf dem Turm fast verdoppeln. Nachdem der Architekt Siegfried Wagner von diesen Plänen aus den Medien erfuhr, lehnte er den Vorschlag mit den Worten „Für mich ist das richtiger Kitsch“ ab. (Die beiden anderen an der damaligen Planung Beteiligten, Weißhaupt und Streitparth, sind inzwischen verstorben.)
Wagner traf sich in der Folge jedoch mit Vertretern des Denkmalamtes und mit dem Investor und beteiligte sich an einer Bürgerdiskussion zum Thema Turmumbau. Trotz seiner ersten emotionalen Ablehnung ließ er sich davon überzeugen, dass ein barrierefreier Zugang zur Turmplattform ein großer Fortschritt für das Bauwerk und das gesamte Areal ist. So kam es Anfang März 2019 zu einem allseits akzeptierten Vorschlag: Es soll nun doch ein zweiter Turm mit eingebautem Fahrstuhl neben dem vorhandenen Turm errichtet und beide miteinander verbunden werden – und dieser soll nach den ursprünglichen Bauentwürfen nun eine ovale Form haben. Eine Skizze lieferte Thomas Wagner, der Sohn des Architekten.
Die letzten im Internet auffindbaren Informationen stammen vom Ende des Jahres 2020. Sie stellen einerseits klar, dass prinzipielle Einigkeit aller Beteiligten besteht, den Turm allen Besuchern entsprechend der UN-Forderungen zugänglich zu machen. Allerdings müssen seitens des Investors präzise Baupläne an die Bezirksverwaltung nachgereicht werden, damit schnell sachliche Entscheidungen getroffen werden können.
Andererseits kündigte Matthias Große an, dass das Projekt für den geplanten Zusatzbau bereits im Jahr 2021 beginnen könne.
Bei guter Fernsicht ist im Nordwesten das Panorama der Stadt Berlin, nach Südwesten die Halle Tropical Islands, nach Westen die Einflugschneise des rund acht Kilometer entfernten Flughafens Berlin Brandenburg deutlich zu erkennen.

## Besitzer des Turmes (Auswahl)
- 1880: 00000Carl Spindler, Bauherr des Turmes
- vor 1902: 00Carl Streichhan (1842–1902), Hotelbesitzer und zugleich Eigentümer der Gaststätten Am Teufelssee und Marienlust [27]
- 1924–1945: Walter Wichelhaus
- 1953–1990: Handelsorganisation (HO)
- 1995–2001: Bezirksverwaltung Treptow-Köpenick
- seit 2015: 0 Matthias Große